# Candolleodendron
Candolleodendron é um género botânico pertencente à família Fabaceae.